# Paropsivora grisea
Paropsivora grisea är en tvåvingeart som beskrevs av Malloch 1934. Paropsivora grisea ingår i släktet Paropsivora och familjen parasitflugor. Inga underarter finns listade i Catalogue of Life.